# Und immer lockt das Weib
… und immer lockt das Weib (Alternativtitel … und ewig lockt das Weib, Originaltitel: Et Dieu… créa la femme) ist ein französischer Film von 1956 mit Brigitte Bardot und Curd Jürgens in den Hauptrollen.

## Premieren, Zensur, Wirkung
Der Film, der auch in Amerika ein großer Erfolg wurde, war ihr Durchbruch auf der internationalen Bühne und begründete den Mythos „Brigitte Bardot“.
Als der Film 1957 in den USA in die Kinos kam, erregte er große Aufmerksamkeit, weil er die Grenzen dessen berührte, was an Darstellung von Sexualität in einem Film nach damaligen Maßstäben erlaubt war. Die meisten Kopien waren drastisch gekürzt, damit der Film den Standards der Zensur genügte.
Der Film hatte am 8. März 1957 seine Premiere in der Bundesrepublik Deutschland.

## Handlung
Der Film erzählt die Geschichte von Juliette, einem 18-jährigen Waisenkind, das etwas mit Männern erleben will. Durch ihre lasziv-erotische Ausstrahlung hat sie eine große Anziehungskraft, welche sie gekonnt einsetzt.
Einer ihrer Verehrer ist der reiche Éric Carradine. Er will in der Stadt ein neues Casino errichten, wird dabei aber von der Familie Tardieu behindert, die ein von ihm benötigtes Stück Land besitzt.
Antoine ist der älteste Sohn der Tardieus. Als er an einem Wochenende nach Hause kommt, kommt es mit Juliette zu einer kurzen Affäre. Der Vormund von Juliette droht daraufhin, sie zurück ins Waisenhaus zu schicken. Um dies zu verhindern, macht Éric Carradine den Vorschlag, dass Antoine und Juliette heiraten. Antoine lehnt ab, aber dessen jüngerer Bruder Michel, der heimlich in Juliette verliebt ist, wäre zur Heirat bereit.
Juliette nimmt seinen Heiratsantrag an, obwohl sie in dessen Bruder Antoine verliebt ist. Als Antoine dauerhaft nach Hause zurückkehrt, fangen die Verwicklungen an.

## Titel
Der französische Titel zitiert lose Genesis 2:22: L`Éternel Dieu créa une femme de la côte qu`il avait prise de l`homme, et il l`amena vers l`homme (die syntaktisch nicht erforderlichen Auslassungspunkte im französischen Filmtitel Et Dieu… créa la femme wurden aus Effektgründen eingesetzt).

## Kritiken
„Der vordergründige Film geht von einer rein materialistischen Auffassung der Liebe aus, ist psychologisch oberflächlich und voller kolportagehafter Effekte.“

„Geiler Groschenroman, in dem sich BB gekonnt in Szene setzt.“